# Acquaformosa
Acquaformosa (albanès Firmoza) és un municipi italià, dins de la província de Cosenza. L'any 2006 tenia 1.234 habitants. És un dels municipis on viu la comunitat arbëreshë. Limita amb els municipis d'Altomonte, Lungro i San Donato di Ninea.

## Evolució demogràfica
| Població censada al municipi d'Acquaformosa | Població censada al municipi d'Acquaformosa   | Població censada al municipi d'Acquaformosa |
| ------------------------------------------- | --------------------------------------------- | ------------------------------------------- |
|                                             |                                               |                                             |
| Notes:                                      | Elaboració gràfica per part de la Viquipèdia  |                                             |
|                                             | Font: ISTAT (Institut Nacional d'Estadística) |                                             |

## Administració
| Període | Identitat         | Partit         |
| ------- | ----------------- | -------------- |
| 2006-   | Giovanni Manoccio | Centreesquerra |